# 林遵
林遵（1905年—1979年），字遵之，原名林淮，福建福州人，出生于江苏南京，中国海军史上的重要人物。1946年率中华民国海軍舰队收复南沙群岛，1948年晋升中华民国海军少将。1949年率部加入中国人民解放军，是中国人民解放军海军的创建者之一。1955年獲授中国人民解放军海军少将。曾是中国国民党党员、中国国民党革命委员会党员、中国共产党党员。1979年病逝于上海。

## 简历

### 早年生活
林遵出自海军世家，父亲林朝曦在清朝海军中担任艇长，后为烟台海军学堂教习、烟台海军学校教官、南京海军雷电学校教官、南京海军鱼雷枪炮学校学监。与林则徐同为福州侯官林氏家族，故有说法说林遵是林则徐的侄孙。
1917年，入福州小学学习，毕业后升入格致中学。1922年，随父前往南京，进入南京金陵中学学习。

### 海军学员
1924年中学毕业后，林遵进入烟台海军学校学习。1926年，与中共地下党党员郭寿生一同组织“新海军社”宣传国民革命思想，策应国民革命军北伐。1927年，北京政府将烟台海军学校学员迁至福建马尾海校学习，林遵于1928年于该校毕业。

### 英德留学
毕业后，林遵被分配到南京鱼雷枪炮训练班實習，後在通濟號訓練艦完成艦上實習課程。民國十八年（1929），林遵考取英國留學資格，獲得南京國民政府公費資助進入英國格林威治皇家海軍學院深造學習海軍戰術戰略等相關學術，與其同期出國的軍官還包括了鄧兆祥。民國二十三年（1934）學成歸國，派赴寧海號輕巡洋艦、海容號防護巡洋艦当枪炮官。后被调到福州馬尾海軍學校当队长，带学员兵。1936年调任自強號巡洋艦擔任副舰长。由于林遵為福建人出生，家世與海軍淵源甚深，加上天资聪颖，雖然並非馬尾海軍學校出生的官校生，因此在海軍中仍得到了时任海军部长的陈绍宽赏识。
民國二十六年（1937）4月，南京國民政府由孔祥熙與陳紹寬代表出使英国，参加英王乔治六世的加冕典礼，陳紹寬所指定隨行的海軍武官中包括當時僅為海军上尉的林遵。7月7日，卢沟桥事变爆发，陈绍宽从柏林飞回国内主持海军抗战，留下王致光监造潜艇，林遵学习潜艦通訊技術兼管理留德海軍軍官。民國二十八年（1938），因德日關係逐漸緊密，駐德的中華民國軍官撤離，林遵於民國二十八年（1939）帶領留德學官回国述職。

### 抗战时期
林遵回国后，任第五游击布雷大队大队长，晋升海军少校，在安徽省贵池一带执行分段布雷作战任务。1940年1月20日，使用15枚漂雷炸沉日军一艘大型运输船和一艘汽艇，11月又击沉日舰1艘、汽船4艘、火轮1艘。立下战功，受到勋章奖章的奖励。1941年9月，林遵在贵池地区布雷，寻民船未果，遂于海军布雷队员直接泅水布雷，接近日舰。撤退时因過度靠近日軍反遭日军包围，林遵与第一游击布雷大队大队长程法侃等36人被困，经陆上部队全力营救，10月5日，林遵率11名海军官兵突围成功归队，其余人员有部分投降日軍。1942年2月，林遵調職重庆国防研究院擔任研究員。民國三十三年（1944）3月調任军事委员会参谋总长办公室海军参谋。

### 收复南沙
1945年抗战胜利后，出任中华民国驻美国大使馆海军副武官，晋升海军上校。到达美国后，林遵调至驻美舰队任司令官，至古巴美国關塔那摩灣海軍基地。1945年美国贈予中国九艘美制军舰，由林遵率领歸国。1946年1月，林遵率峨嵋舰、太康舰（護航驅逐艦，美國波士頓船廠1942年所造，柴油發動，馬力6,800匹，速率每小時20海里，續航力4,500海里。有76mm高平兩用砲3門、20mm高射機關槍多門，艦載官兵約200人）、太平舰、永胜舰、永顺舰、永定舰、永宁舰、永泰舰、永兴舰9艘军舰从关塔那摩启程，成军接收回国，7月抵达中华民国。是年，林遵之妻产下一女，起名林华卿。7月，林遵刚回国，即被派遣作为总指挥，组成进驻西南沙群岛舰队，前往西沙群岛、南沙群岛宣示主权，立碑升旗。10月29日，林遵率護航驅逐艦太平号、扫雷舰永興號、戰車登陸艦中建、中业号护送国防部、内政部和联勤总部的代表以及测绘人员、驻守部队从吴淞口南下启程，于11月初驶抵珠江口，在内伶仃岛附近锚泊，载上广东省接收人员后，林遵亲率太平、中业二舰前往南沙，由舰队副总指挥姚汝钰率永兴、中建二舰前往西沙。林遵到达南沙群岛后，在两个较大的岛屿上拔掉日军留下的石碑，将二岛以军舰名命名为太平岛、中业岛，并竖立石碑，升起青天白日满地红国旗。

### 江陰倒戈
1948年，林遵被任命为海防第二舰队司令，晋升海军少将，驻防长江，参加国共内战。林遵心中有反战情绪，又与中共地下党员、老同学郭寿生交往甚密，对国民党政府失望过甚，有意率部投共。但由于1949年国共和谈的进展，心中有所观望。
1949年2月25日，林遵在英国的同学、重庆号巡洋舰舰长邓兆祥所率领的国军海军最强大的战舰起义，投奔解放军，引起国军海军内部极大震动，林遵也受到很大震动。此后，海军总司令桂永清多次威胁林遵必须看住第二舰队的军舰，如有发生叛逃必将重责，同时也利诱林遵，命其做好率舰南撤的准备，许诺只要能保住军舰，即晋升其为海军中将并提升为海军副总司令。桂永清的威逼利诱加速了林遵的投共决心。在中共地下党员的策反下，林遵决心投共。
1949年4月21日，解放军发起渡江战役。4月22日凌晨，中共地下党领导江陰事件成功，同日，逸仙舰在江阴投降解放军。江阴要塞为长江中下游重要的军事防御工事，扼守江喉。中共领导的江阴要塞投共成功，将使国军军舰穿越江阴段时，具有巨大的军事危险。就在22日，桂永清再次电令林遵至海军总司令部报道。4月23日，林遵召开全体舰长大会，声明投共决心并进行投票，赞同投共比反對的多，但也有很多人沒表態。当日，林遵即率领30艘军舰1,200余名官兵在南京篱斗山江面投共。由于在离开会谈座舰时忘记降下司令旗，反对起义的永嘉舰舰长陳慶堃即利用该旗，率领九艘战舰突圍南逃。

### 初创人民海军
1949年4月23日，解放軍的華東軍區海軍成立，随即林遵被任命为华东军区海军第一副司令员。
1951年，林遵调任中国人民解放军军事学院海军系教授会主任，开始在海军学校中工作。
1955年，林遵被授予中國人民解放軍海军少将军衔，并获一级解放勋章。
1957年，任中国人民解放军海军军事学院副院长，参加《辞海》军事条目的编审工作，此后一直在海军文史、教育等领域工作。同时，林遵一直担任国防委员会委员。

### 重回舰队
1972年，林遵患鼻咽癌，先后在南京、上海、青岛等地治疗休养，1974年病愈。病愈后，调任东海舰队副司令员，重新回到海军舰队，了却一桩愿望。
1977年，林遵加入中國共產黨，随后即任东海舰队党委委员。

1979年7月16日，鼻咽癌复发，抢救医治无效，在上海逝世。死前，林遵留下遗言：
“我一生爱海军，爱海洋，又是东海舰队的副司令，坦骨东海，正是死得其所。”
根据他的遗言，林遵的骨灰被洒在东海。

## 家庭
林遵不是林则徐的后裔，据报道为林则徐堂弟的曾孙

### 夫人
- 胡素珍，四川人，毕业于南京金陵女子大学，只有三个女儿

### 女儿
- 林华卿，长女，中国人民解放军海军四八O五厂副总工程师
- 林华明，次女
- 林华建，三女，中国人民解放军海军413医院护士、海军411医院医生